# Alster (Diemel)
Die Alster ist ein knapp 7,2 km langer, orografisch linker bzw. nördlicher Zufluss der Diemel in Nordrhein-Westfalen und Hessen. Sie verläuft in den Gemarkungen der Städte Borgentreich in Ostwestfalen und Liebenau in Nordhessen.

## Name
Der Name leitet sich vom germanischen *al-stra- 'wachsend, anschwellend' ab.

## Verlauf und Einzugsgebiet
Die Alster entspringt im ostwestfälischen Kreis Höxter im Naturpark Teutoburger Wald / Eggegebirge in der Warburger Börde. Ihre Quelle liegt im Dorf Bühne, einem östlichen Stadtteil von Borgentreich. Sie entfließt einem etwas nordnordöstlich der Alsterhalle auf rund 233 m ü. NN gelegenen Teich, in dem sich ein recht große Insel (233,9 m ü. NN) befindet. Etwa 200 m bachabwärts mündet in Bühne ein ebenfalls Alster genannter, rund 1,9 km langer Bach ein, der nordnordöstlich des Dorfs im Flurstück Auf dem Lammert auf etwa 261 m ü. NN (⊙) entspringt.
Anfangs fließt die Alster südostwärts aus dem Dorf Bühne heraus und passiert dabei eine Kläranlage und vier Fischteiche. Unterhalb davon, wo sich der Bach nach Süden wendet, stehen an ihr die Höppermühle, Lutzenmühle und Bessenmühle. Zwischen den zwei zuletzt genannten Wassermühlen passiert sie das etwas östlich von ihr gelegene Borgentreicher Dorf Muddenhagen. Weiter südlich bildet die Alster auf etwa 2,5 Bachkilometern Länge die Grenze zum nordhessischen Landkreis Kassel. Zugleich verläuft sie dort entlang der Naturparkgrenze, und sie passiert dort einen Kalksteinbruch.
Nach endgültigem Verlassen des Naturparks Teutoburger Wald / Eggegebirge erreicht die nun in Nordhessen fließende Alster nach Passieren der Kreidemühle und Neuen Mühle das zu Liebenau gehörende Lamerden, wo sie der Märchenlandweg überquert. Nach Durchfließen des Dorfs mündet sie auf etwa 139 m ü. NN in den dort von Südwesten kommenden Weser-Nebenfluss Diemel.
Das Einzugsgebiet der Alster mit wenigen Rinnsalen als Zuflüsse ist 16,116 km² groß.

## Ortschaften
Dörfer an oder nahe der Alster sind (flussabwärts betrachtet):
- Bühne – Stadtteil von Borgentreich, Nordrhein-Westfalen (Quellort)
- Muddenhagen – Stadtteil von Borgentreich, Nordrhein-Westfalen (etwas abseits der Alster)
- Lamerden – Stadtteil von Liebenau, Hessen (Mündungsort)